# Italiens fotbollslandslag i OS 1984
Italiens fotbollslandslag i OS 1984
Truppen för Italiens herrlandslag i fotboll vid OS 1984 i Los Angeles.
1. Franco Tancredi
2. Riccardo Ferri
3. Filippo Galli
4. Sebastiano Nela
5. Roberto Tricella
6. Pietro Vierchowod
7. Salvatore Bagni
8. Franco Baresi
9. Sergio Battistini
10. Antonio Sabato
11. Beniamino Vignola
12. Walter Zenga
13. Pietro Fanna
14. Daniele Massaro
15. Massimo Briaschi
16. Maurizio Iorio
17. Aldo Serena

Förbundskapten: Enzo Bearzot